# Liga Centralna w piłce ręcznej kobiet
Liga Centralna w piłce ręcznej kobiet – druga w hierarchii rozgrywkowej klasa ligowych rozgrywek piłki ręcznej kobiet w Polsce. Wyższy poziom ligowy stanowi Superliga, a niższy I liga. Zmagania w jej ramach toczą się co sezon systemem kołowym, a nad organizacją rozgrywek czuwa ZPRP. W rywalizacji uczestniczy 12 zespołów. Drużyna która zajmie pierwsze miejsce w zmaganiach otrzymuje bezpośredni awans do Superligi, drugie miejsce rozgrywa dwumecz barażowy z przedostatnią drużyną najwyższej klasy rozgrywkowej, natomiast dwie najgorsze drużyny zostają bezpośrednio zdegradowane do I ligi.

## Historia
Rozgrywki Ligi Centralnej zostały zainaugurowane w 2023 roku, dwa lata po powstaniu odpowiednika w rozgrywkach męskich. W historycznym sezonie liga składała się z 12 zespołów, które rozegrały 22 kolejki. Zwycięzcą sezonu 2023/2024 okazał się KPR Ruch Chorzów, który o 10 punktów wyprzedził drugi w tabeli MTS Żory.

## Wyniki historyczne
| Sezon     | Mistrz           | Wicemistrz          | 3. miejsce | Źródło |
| --------- | ---------------- | ------------------- | ---------- | ------ |
| 2023/2024 | KPR Ruch Chorzów | MTS Żory            | SPR Gdynia | [ 3 ]  |
| 2024/2025 | Galiczanka Lwów  | Elmas-KPS APR Radom | MTS Żory   | [ 4 ]  |